# Jan Jiří z Arnimu
Jan Jiří z Arnimu, německy Hans Georg von Arnim-Boitzenburg, (1583 – 28. dubna 1641, Drážďany) byl voják a později saský polní maršál, politik a diplomat během třicetileté války. Měl dobré kontakty s Valdštejnem z dob, kdy byl Valdštejn jeho nadřízený. Později, když se Sasko rozhodlo rozejít se s císařem ve zlém, stal se polním maršálem, vedl invazi do Čech a jednal s Valdštejnem.

## Život
Arnim se narodil v Boitzenburger Land, v braniborské marce. Studoval ve Frankfurtu nad Odrou, Lipsku a v Rostokách. Později v roce 1612 vstoupil do služeb pruského dvora v Královci, později tuto službu musel vzdát následující rok kvůli souboji. Poté sloužil ve švédské i polské armádě a v roce 1624 vstoupil do služeb císařské armády. Bojoval s Valdštejnem u Stralsundu a vedl císařské vojsko na pomoc Polsku proti švédskému králi, kterého porazil 27. června 1629 v bitvě u Sztumu. Kvůli restitučnímu ediktu ale Arnim, který byl luterán, císařské vojsko opustil a vstoupil do služeb saského kurfiřta Jana Jiřího I. Saského.
Poté švédský král přiměl saského kurfiřta Jana Jiřího ke spolupráci. Arnim vedl jízdu u Breitenfeldu v roce 1631 a později, když se armáda rozdělila, vedl saskou část při vpádu do Českého království a dobyl Prahu. Valdštejn po něm chtěl, aby se přidal na jeho stranu a společně vyhnali všechny cizince ze sv. říše, tedy Švédy, ale i Španěly, to však Arnim odmítal. V roce 1633 Arnim z Čech odtáhl a nechal švédskou armádu v čele s Thurnem napospas vévodovi frýdlantskému, který dobyl všechny pevnosti obsazené císařskými nepřáteli. Na protest proti pražskému míru v roce 1635 Arnim dezertoval, ale byl zadržen švédským vrchním velitelem Axelem Oxenstiernou a převezen do Švédska v roce 1637, odkud utekl následujícího roku a zemřel v Drážďanech.